# Johann J. Claßen

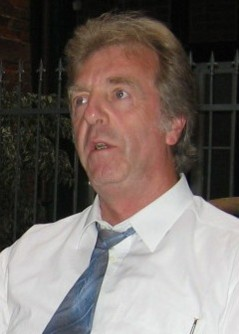
Johann Joseph Claßen (2014)

Johann Joseph Claßen oder Clahsen, auch Hans Claßen, (* 28. April 1953 in Oberschledorn/Sauerland; † 28. Januar 2017 in Arnsberg) war ein deutscher Dichter und Herausgeber von Literaturzeitschriften und Anthologien.

## Leben
Johann Joseph Claßen wurde im westfälischen Hochsauerland an der Grenze zu Hessen geboren. Aufgewachsen in einem kleinen landwirtschaftlichen Betrieb, besuchte er nach der Dorfvolksschule und dem Progymnasium der benachbarten Kleinstadt Medebach das Gymnasium Alte Landesschule im 15 Kilometer entfernten nordhessischen Korbach. Dort legte er 1973 das Abitur ab, nach welchem er 1974 das Studium in Deutsch und Geschichte an der Pädagogischen Hochschule Lörrach in Südbaden begann und 1977 an der Universität Paderborn absolvierte.
22 Jahre lang war er Hauptschulrektor in Arnsberg, wo er, verheiratet mit Johanna Claßen-Weustenfeld, von 1983 bis zu seinem Tod lebte. Im Jahre 2002 initiierte er die Möhnesee-Literaturschiffahrt. Damit legte Claßen den Grundstein für den Edelrabe-Literaturpreis, den 2005 Ulrich Wolfkühler zusammen mit Otmar Alt für die Verleihung auf dieser Literaturschiffahrt stiftete.
Seit 2005 leitete er die (von Herbert Somplatzki und Dieter Wiethoff initiierten) regionalen Schriftsteller-Begegnungen Sauerland-Masuren, deren Intention es ist, durch Literatur zur deutsch-polnischen Verständigung beizutragen. Unter dieser Prämisse legte er auch die Premiere seines Lyrikbandes Die Glocken Vinetas 2011 nach Hirschberg (Jelenia Góra) in Polen oder hielt 2013 den Festvortrag anlässlich des 225. Eichendorff-Geburtstags an dessen Geburtsort Lubowitz (Lubowice) im Oberschlesischen Eichendorff-Kultur- und Begegnungszentrum (Gornoslaskie Centrum Kultury i Spotkan im. Eichendorffa).

## Werk und Wertungen
In den Jahren 1993 und 1994 hatte Claßen zwei Gedichtbände mit Jugenddichtung in herkömmlicher Lyrik herausgegeben, bevor er sich bald darauf modernem Literaturschaffen zu widmen begann. Maßgeblich dafür war die Begegnung und Freundschaft mit Wilhelm Gössmann, Literaturwissenschaftler an der Heinrich-Heine-Universität Düsseldorf, zehn Jahre lang Vorsitzender der Heinrich-Heine-Gesellschaft und selbst vielveröffentlichender Literat.
Als erstes Ergebnis dieses Dialogs erschien 1999 Claßens Gedichtband Freilandmuseum – Neue Lyrik vom Lande. 2001 folgte Mondlicht fiel auf Blütenstaub – Romantische Spuren, und zehn Jahre danach Die Glocken Vinetas – Gegenwart der Romantik. „Sprachrhythmus und Wortklang treffen sich mit präziser Suche nach dem richtigen Begriff […], bewahren einen Bilderreichtum, der mühelos Epochen überspringt“, meint dazu die Journalistin und Literaturkritikerin Monika Willer. Ähnlich schreibt auch Wilhelm Gössmann: „Reduzierung auf das klanglich Wesentliche bleibt oberstes Gesetz.“ Dabei geschehe oft „ein kaum merkbarer Gedankenablauf, die Perspektive ändert sich und es kommt zu einer Konfrontation mit etwas zivilisatorisch Neuem“. Eines der bemerkenswerten poetischen Verfahren bestehe darin, „daß typisch romantische Motive mit unserer Wirklichkeit konfrontiert werden und neues Licht sowohl auf die Romantik als auch auf unsere Realität werfen.“ Zahlreiche Gedichte wurden von dem Schauspieler Klausjürgen Wussow und dem Regisseur Hans-Bernhard Theopold rezitiert, unter anderem für das Hörbuch Spurenfinden (Claßen zusammen mit Mathias Knoll, 2003). 2005 gründete Claßen die Quartals-Literaturzeitschrift Der Edelrabe und gab seit 2007, beginnend mit einem Eichendorff-Gedichtband, einige Anthologien heraus.
2016 legte der Bergstadtverlag Görlitz Claßens Gedichtband Wie Windvisionen gehen die Glocken Vinetas – Romantik-Nachhall deutsch und polnisch auf (Jak wietrzne wizje dźwięczą dzwony Winety – Echa romantyzmu), übersetzt von Grzegorz Supady.
2017 starb Claßen in Arnsberg an schwerer Krankheit.

## Auszeichnungen
- Alfred-Müller-Felsenburg-Preis für aufrechte Literatur 2005
- Der Edelrabe Literaturpreis 2005

## Werke

### Gedichtbände
- In Sauerländer Landschaft. Arnsberg 1992 (Gedichte) ISBN 3-86133-110-1
- Ich fühle mich so fern und doch so nah. Arnsberg 1993 (Gedichte)
- Yggdrasil heißt die Esche am Urdbrunnen. Arnsberg 1994 (Balladen und Sprechgedichte)
- Ich fühle mich so fern und doch so nah. Klagenfurt 1996 (2. veränderte Auflage)
- Freilandmuseum. Neue Lyrik vom Lande. Arnsberg 1999 (Lyrik, ill. von Kiril Malkow) ISBN 3-932088-17-4
- Landschaft, Lyrik, Literatur. Arnsberg 2000 (Lyrik, im Wechsel mit Prosa von Mathias Knoll, ill. von Hartmut Lübbe)
- Mondlicht fiel auf Blütenstaub. Frankfurt a. M. 2001 (Lyrik und Essays)[5]
- Spurenfinden. Hörbuch, Arnsberg 2003 (Lyrik, im Wechsel mit Prosa von Mathias Knoll, rezitiert von Hans-Bernhard Theopold, begleitet von Wolfgang Bargel, Gitarre)
- Die Glocken Vinetas, Bergstadtverlag Görlitz, 2011(Lyrik) ISBN 978-3-87057-322-5
- Wie Windvisionen gehen die Glocken Vinetas. Romantik-Nachhall (Jak wietrzne wizje dźwięczą dzwony Winety – Echa romantyzmu), Bergstadtverlag Görlitz, 2016 (Lyrik) ISBN 978-3-87057-341-6

### Prosa
- Wie ein erstarrter Schrei. Hagen 1995 (Erzählung)